# La casa di nessuno
La casa di nessuno è un film muto italiano del 1915 diretto da Enrico Guazzoni.